# 진보향교
진보향교(眞寶鄕校)는 대한민국 경상북도 청송군 진보면에 있는 향교이다. 1985년 10월 15일 경상북도의 유형문화재 제201호로 지정되었다. 강건너 편은 경북북부교도소이다.

## 개요
향교는 훌륭한 유학자를 제사하고 지방민의 유학교육과 교화를 위하여 나라에서 지은 교육기관이다
진보향교는 조선 태종 4년(1404)에 세우진 후 몇 차례 보수되었다.『청송군지』에 의하면 건물은 출입문인 외삼문, 공부하는 곳인 명륜당과 동·서재, 제사 지내는 곳인 대성전, 책을 보관하는 전사청 등이 있었다고 하나 현재는 전사청과 동재가 없다.
조선시대에는 국가로부터 토지와 전적·노비 등을 받아 학생들을 가르쳤으나 갑오개혁(1894) 이후 제사만 지내고 있다. 보관하고 있던 전적들 대부분은 불에 타고 남아 있는 책 중 『유안』, 『체임록』, 『향교유림안』 등은 이 지방 향토사연구에 귀중한 자료만 몇 권 제공하고 있다.

## 참고 자료
- 진보향교 - 국가유산청 국가유산포털